# 普恩德尔迪哈里
普恩德尔迪哈里（Phunderdihari），是印度恰蒂斯加尔邦Surguja县的一个城镇。总人口16106（2001年）。

## 人口
该地2001年总人口16106人，其中男性8249人，女性7857人；0—6岁人口1864人，其中男969人，女895人；识字率77.47%，其中男性为82.26%，女性为72.44%。